# コデオン
コデオン (Codeon)は、フィンランドのメロディックデスメタル/デスラッシュバンド。

## 略歴
2002年10月に、フィンランド・ヘルシンキで、サミ・ラーチカイネン (G)とラウリ・マイラサロ (B)が出会ったことをきっかけに結成される。その後、2003年にかけて、メンバーが整うが、このごろのメンバーは流動的であった。2003年夏に、ヴェサ・マッティラ (Vo)が加入してメンバーが固定される。この時のメンバーは、先の3名と、マッツ・リンデクヴィスト (Ds)の4人であった。同年中には、3曲入りの1stデモ『Demo 2003』をリリースする。
その後、フィンランド各地でライブを行い、2004年に元インペラノンのアスコ・サルタネン (G)が加入しツインギター体制になり、同年に1stEP『On My Side』をレコーディングし自主制作でリリースする。2005年頭には、フィンランドのバンドコンテストFinnish Metal Expo '05で2位に入り、Dies Irae Recordsから『On My Side』はリリースされる。2005年末には、ドラマーがヨナタン・ヴァロン (Ds)に交代している。1stアルバムのレコーディングも計画されたが、サミ・ラーチカイネンがドイツのデスメタルバンド・ネクロファジストに加入したことなどから、1stアルバムのリリースまでには2年の時間がかかり、2008年に1stアルバム『Source』をリリースした。また、この間に、Dies Irae RecordsがStay Heavy Recordsに吸収されたため、Stay Heavy Recordsに移籍している。同アルバムでは、スピリチュアル・ビーストから日本盤がリリースされた。同日本盤には、先述の『On My Side』がボーナストラックとして収録された。

## メンバー

### 現メンバー
- ヴェサ・マッティラ Vesa Mattila - ボーカル
他バンドでは、ギタリストとしても活動している。
- サミ・ラーチカイネン Sami Raatikainen - ギター
ネクロファジストでも活動。
- アスコ・サルタネン Asko Sartanen - ギター
インペラノン、ネイルダウンでも活動。
- ラウリ・マイラサロ Lauri Mailasalo - ベース
- ヨナタン・ヴァロン Jonatan Varon - ドラムス

### 旧メンバー
- マッツ・リンデクヴィスト Mats Lindeqvist - ドラムス

## ディスコグラフィ
- 2003年 Demo 2003 (demo)
- 2004年 On My Side (自主制作) (2005年に再発)
- 2008年 ソース Source